# Fisantekraal
Fisantekraal est un township rural de la métropole du Cap, situé à 30 km au nord-est de la ville du Cap en Afrique du Sud . 

## Localisation
Fisantekraal est situé à 8 km au nord-est de Durbanville et au nord de Kraaifontein. Il est accessible par la R 312. 
L'aérodrome de Fisantekraal est situé à quelques kilomètres au nord-est du township de Fisantekraal et est accessible par la R 312.

## Quartiers
Fisantekraal comprend un lotissement urbain à bon marché (township), un quartier informel composé de squats (bidonville) et un secteur rural constructible.

## Démographie
Selon le recensement de 2011, Fisantekraal compte 12 369 habitants, principalement issus de la communauté noire (51,46 %). Les Coloureds représentent 46,88 % des habitants et les blancs environ 0,49 % des résidents. 
Les langues maternelles dominantes sont l'afrikaans (50,07 %) et le xhosa (39,56 %). 

## Politique
Fisantekraal se situe dans le 7e arrondissement du Cap  (sub council 7) et dans la circonscription no 105 incluant Petrosa Tank Farm - Richmond Park - Richwood - Paarl Farms - Philadelphia - Mikpunt - Malmesbury Farms - Ruitershoogte - Vierlanden - Proteaville - Schoongezicht - Wellway Park - The Crest - Welgevonden - Joostenbergvlakte Smallholdings - Annandale Farm - Atlas Gardens Business Park - De Grendel Farm - Fisantekraal - Durmonte - Fisantekraal Industrial - Cape Farms District C - Klipheuwel Housing Scheme - Graanendal - Brentwood Park (Durbanville) - Durbanville au nord de Plein Street, à l'ouest de Wellington Road et de la friche de Wellway, à l'est de  Koeberg Road- Burgundy Estate - Baronetcy Estate - D'urbanvale. Le conseiller municipal de cette circonscription est Justin Basson (DA).